# Кісельов Нікіта Анатолійович
Микита Анатолійович Кісельов (нар. 23 травня 1997, Черкаси, Україна) — український співак та композитор.

## Життєпис
Народився 23 травня 1997 року в місті Черкаси. Закінчив музичну школу та Київську муніципальну академію естрадного та циркового мистецтв.
Нікіта вже у шкільні роки активно брав участь у конкурсах та отримував перші перемоги: лауреат всеукраїнського фестивалю «Різдвяний зорепад» (2007 рік), київського конкурсу «Весняна капель» (2007 рік), двічі лауреат конкурсу «Золоті зернята України» (2007 і 2008 роки), «Фестивалю мистецтв України» (2008 рік), лауреат XIII Міжнародного фестивалю хорового та вокального мистецтва імені Ф. Шаляпіна.

## Творчість
У 2009–2010 роках став суперфіналістом другого сезону телепроєкту «Україна має талант». Виконував пісню Marija Serifovic — Molitva, яка зібрала понад 800 тисяч переглядів на YouTube станом на 16 січня 2024 року.
У 2012 році Нікіта Кісельов став півфіналістом проєкту «Зірковий ринг».
У 2013 році Нікіта став учасником телепроєкту «Битва хорів», де познайомився з півфіналістом «X-фактор» Максимом Бондарем та разом з ним вирішив створити власний гурт TIME OUT.
У 2015 році гурт TIME OUT припинив своє існування. В той час Нікіта співпрацював з продюсером Юрієм Фальосою, як автор пісень для його артистів.
У 2016 році Нікіта випустив трек «Ласковый май», чим розпочав сольну кар'єру. У 2019 році він випустив EP «Шлягер 1997», до якого увійшли пісні: «Ласковый май», «Ромео», «Белые цветы», «Света», «Подружка», «Мона Лиза».
Активна творча кар'єра у Микити розпочалась у вересні 2022 року з пісні «Пропаганда».

### 2023
У січні презентував ліричний мініальбом «Прохолодний» у колаборації з українською акторкою театру та кіно Наталкою Денисенко. До альбому увійшли пісні: «Зимно», «Прохолодно», «Заметіль» і «Сяйво», що перегукуються між собою з авторськими монологами, які прочитала Наталка.
У березні Нікіта презентував пісню «Романтично», кліп до якої за 8 місяців зібрав 5,4 млн переглядів на YouTube. Також у квітні вийшла польськомовна версія цієї пісні.
19 травня в співака вийшов танцювальний сингл «Чорні брови», а 7 липня презентував свою першу дуетну пісню «Два ліхтарі» з українською співачкою TAYANNA.
У серпні Нікіта випустив трек «Квартира 156» та кліп до неї.
10 листопада Нікіта Кісельов разом з українською співачкою SKYLERR випустили спільну пісню «Ліфт», яка посідала 5 і 6 місця в українських чартах від Apple Music та YouTube відповідно.
1 грудня артист презентував україномовну версію пісні Тіни Кароль «Полюс притяжения», під назвою «Полюси». Пісня отримала мільйон переглядів в TikTok, а також Нікіта мав можливість виступити з цією піснею на сольному концерті Тіни Кароль, який відбувся 6 грудня 2023 у Національному палаці мистецтв «Україна».

### Альбоми
- «Прохолодний» (2023)

### Сингли
- «Козак» (2021)
- «Пропаганда» (2022)
- «Сяйво» (2022)
- «Прохолодно» (2023)
- «Заметіль» (2023)
- «Зимно» (2023)
- «Романтично» (2023)
- «Станція любов» (2023)
- «Чорні брови» (2023)
- «Два ліхтарі» (дует з TAYANNA) (2023)
- «Квартира 156» (2023)
- «Ліфт» (дует зі SKYLERR) (2023)
- «Полюси» (2023)
- «В полоні» (2024)
- «Джульєтта» (2024)
- «+380» (2024)
- «Липа» (2024)

## Композиторська діяльність
Нікіта Кісельов пише пісні не тільки для себе, але й для інших виконавців:
- Анна Трінчер — «Зай»
- Анна Трінчер — «Кропива»
- SKYLERR — «Кліпали»
- SKYLERR & Нікіта Кісельов — «Ліфт»
- GROSU — «Лужок»
- Masha Danilova — «Кайф»
- Masha Danilova — «Бабій»
- Денис Реконвальд — «Армагеддон»
- Polina Dashkova — «ХУСТИНКА»
- Dima PROKOPOV & Polina Dashkova — «З тобою спокійно»